# Коркинське сільське поселення
Ко́ркинське сільське поселення (рос. Коркинское сельское поселение) — муніципальне утворення у складі Упоровського району Тюменської області, Росія.
Адміністративний центр — село Коркино.

## Населення
Населення — 941 особа (2020; 980 у 2018, 1053 у 2010, 1114 у 2002).

## Склад
До складу поселення входять такі населені пункти:
| Населений пункт     | Населення, осіб (2002) | Населення, осіб (2010) |
| ------------------- | ---------------------- | ---------------------- |
| Боровушка, присілок | 110                    | 113                    |
| Дробиніна, присілок | 48                     | 31                     |
| Коркино, село       | 621                    | 597                    |
| Лескова, присілок   | 30                     | 17                     |
| Одіно, село         | 117                    | 119                    |
| Тюменцева, присілок | 188                    | 176                    |